# Серж Лебовичи
Серж Лебовичи (на френски: Serge Lebovici) е френски психиатър и психоаналитик, президент на Международната психоаналитична асоциация (1973 – 1977).

## Биография
Роден е на 10 юни 1915 година в Румъния, в еврейско семейство. След Втората световна война започва обучителна анализа със Саха Нахт и е в редиците на Френската комунистическа партия. Той се присъединява към Парижкото психоаналитично общество и през 1962 г. става негов президент.
Лебовичи се интересува от детската анализа, но не се решава да разреши теоретичния спор между Анна Фройд и Мелани Клайн (виж Спорни дискусии).
Умира на 11 август 2000 година в Марвежол на 85-годишна възраст.